# ادواردو لاینگ
ادواردو لاینگ (اسپانیایی: Eduardo Laing‎؛ زادهٔ ۲۷ دسامبر ۱۹۵۸) بازیکن فوتبال اهل هندوراس بود.
وی همچنین در تیم ملی فوتبال هندوراس بازی کرده‌است.